# Vlag van Ottignies-Louvain-la-Neuve
De vlag van Ottignies-Louvain-la-Neuve is op 30 september 1991 bij raadsbesluit vastgesteld als de vlag van de Waals-Brabantse gemeente Ottignies-Louvain-la-Neuve. De vlag kan als volgt worden beschreven:
Drie banen van geel, van blauw en van geel, hoogteverhoudingen 3 : 2 : 3
De vlag werd pas op 18 december 1991 bevestigd door de Franse Gemeenschapsregering. De vlag verwijst naar de familie De Spangen, de laatste heren van Ottignies, gelijk aan het eerste deel uit het gemeentewapen.